# Aeolus AX3
Aeolus AX3 — субкомпактний кросовер, що вироблявся компанією Dongfeng Motor Corporation під суббрендом Aeolus.

## Опис

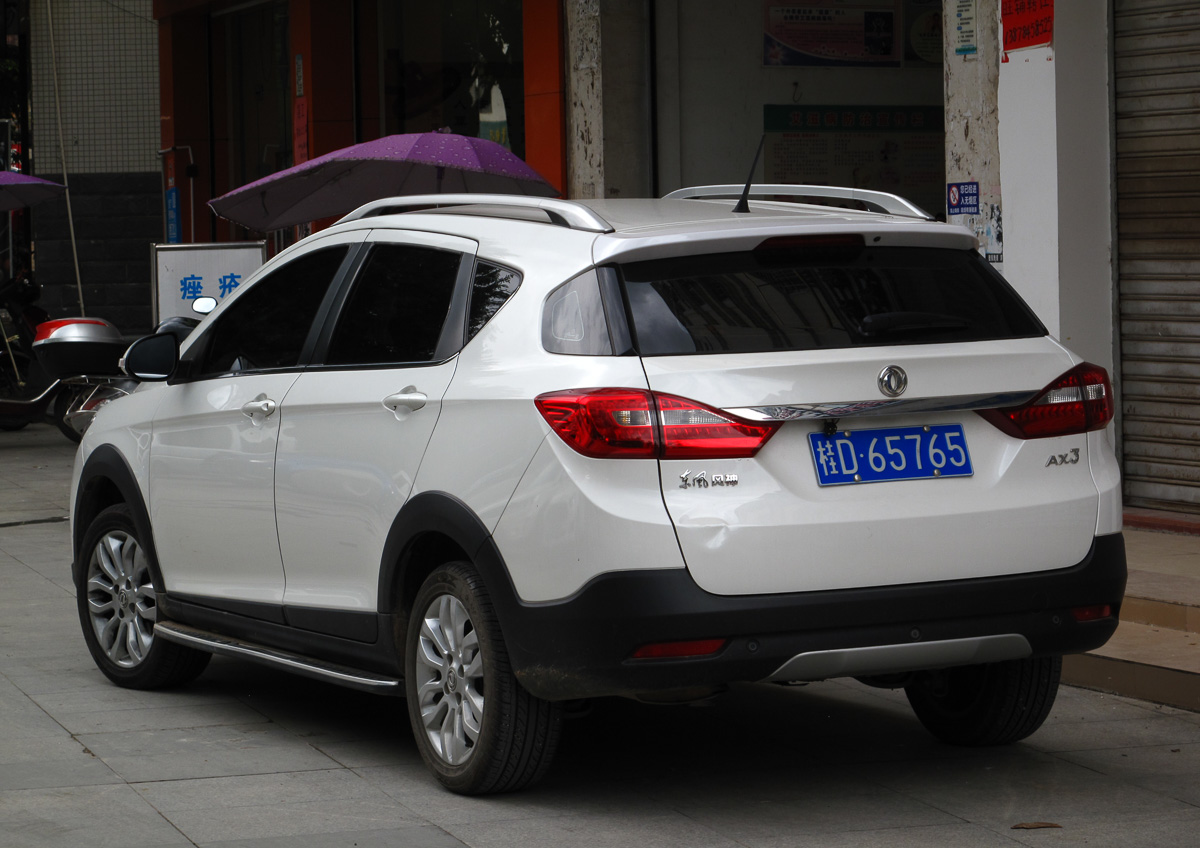

Aeolus AX3 був представлений на Шанхайському автосалоні 2015 року, а вихід на ринок відбувся у січні 2016 року за ціною від 69 700 до 87 700 юанів.

### Специфікації
Aeolus AX3 оснащений 1,5-літровим двигуном потужністю 116 к.с. та крутним моментом 145 Нм, що поєднується з п'ятиступінчастою механічною коробкою передач або чотириступінчастою автоматичною коробкою передач, а також 1,4-літровим турбодвигуном потужністю 140 к.с. та крутним моментом 196 Нм, доступним з п'ятиступінчастою механічною коробкою передач.  
На цій же платформі побудований субкомпактний седан Dongfeng Fengshen A30.